# 73 Yards
73 Yards (73 yardas en español) es el cuarto episodio de la decimocuarta temporada de la serie de televisión británica de ciencia ficción Doctor Who. El episodio se emitió por primera vez en el canal BBC One en el Reino Unido el 25 de mayo de 2024 y fue lanzado por Disney+ en Estados Unidos el 24 de mayo. Fue escrito por Russell T Davies y dirigido por Dylan Holmes Williams.
En el episodio, el Decimoquinto Doctor (Ncuti Gatwa) desaparece repentinamente de un acantilado en Gales después de romper un círculo de hadas. Su acompañante, Ruby Sunday (Millie Gibson), lo busca mientras es perseguida por una misteriosa mujer que siempre se encuentra a 73 yardas de ella. Descrito por Davies como terror folclórico, "73 Yards" fue el primer episodio de la decimocuarta temporada que se filmó, y el rodaje se llevó a cabo en varios lugares de Gales entre finales de 2022 y principios de 2023.
El episodio recibió críticas positivas y la actuación de Gibson fue ampliamente elogiada.

## Trama
El Doctor y Ruby llegan a un acantilado en Gales. El Doctor pisa accidentalmente un círculo de hadas y Ruby lee en voz alta un mensaje escrito en un pergamino colocado dentro, que dice: "Descansa en paz, Mad Jack". Poco después, el Doctor desaparece. Ruby se da cuenta de que una mujer misteriosa ha aparecido a 73 yardas (aproximadamente 67 metros) de ella y que esta permanece exactamente a esa distancia sin importar a dónde vaya Ruby. Todas las personas que hablan con la mujer huyen aterrorizadas y se vuelve hostiles hacia Ruby.
Ruby regresa a casa y le pide ayuda a su madre, Carla. Carla habla con la mujer, pero también huye aterrorizada y luego repudia a Ruby, dejándola sin hogar. Finalmente, Ruby se encuentra con Kate Lethbridge-Stewart de UNIT, quien le dice que nunca se volvió a ver al Doctor después de desaparecer en Gales, y le habla del aumento de actividad mágica registrado por UNIT últimamente. Varios soldados de UNIT intentan capturar a la mujer, pero al acercarse a ella, esta les habla y Kate inmediatamente cancela la misión, abandonando a Ruby. Sin nadie más a quien acudir, Ruby pasa los siguientes veinte años sola.
Durante una cita, Ruby ve en la televisión un anuncio de Roger ap Gwilliam, un candidato político a primer ministro que, según lo que el Doctor le había dicho al comienzo del episodio, llevaría a Gran Bretaña al borde de una guerra nuclear después de ser elegido. Ella escucha que su apodo es "Mad Jack" y lo conecta con el círculo de hadas. Ruby se une al partido de Gwilliam. Gwilliam gana las elecciones y planea dar un discurso dirigido al mundo entero en el que anunciará que Reino Unido abandona la OTAN y compra el arsenal nuclear de Pakistán. Llegado el momento, Ruby se sitúa a 73 yardas de Gwilliam, lo que hace que se encuentre con la mujer. Después de hablar con ella, Gwilliam huye aterrorizado y dimite como primer ministro.
La mujer no se marcha y Ruby pasa otros cuarenta años sola. Ya anciana, Ruby yace en una cama de hospital, observando a la mujer acercarse lentamente a los pies de su cama mientras su monitor cardíaco se detiene. Entonces, la anciana Ruby aparece en el pasado, el día en que ella y el Doctor rompieron el círculo. Ahora los ve a 73 yardas, desde la posición de la mujer, a quien la joven Ruby ve antes esta vez, y la advierte del peligro antes de desvanecerse. La Ruby joven evita a tiempo que el Doctor pise y rompa el círculo de hadas y la pareja sigue su camino.

## Producción

### Desarrollo
"73 Yards" fue escrito por Russell T Davies, quien describió el episodio como «terror folclórico galés» y el antagonista como el «villano más extraño que jamás hayas visto». Explicó además que el episodio mostraba a Ruby viviendo «una vida de penitencia», obligada a hacer «algo bueno» para ganarse el perdón por la «falta de respeto» involuntaria del Doctor al romper el círculo de hadas. Tanto Gibson como Gatwa declararon que es un episodio importante para que Ruby se establezca y se desarrolle como personaje en la serie. 
El episodio omite el tema de apertura y la secuencia del título de Doctor Who. Es uno de los pocos episodios en la historia de la serie que lo hace junto con "Sleep No More " (2015), "The Woman Who Fell to Earth" (2018) y " Resolution " (2019). 

### Rodaje

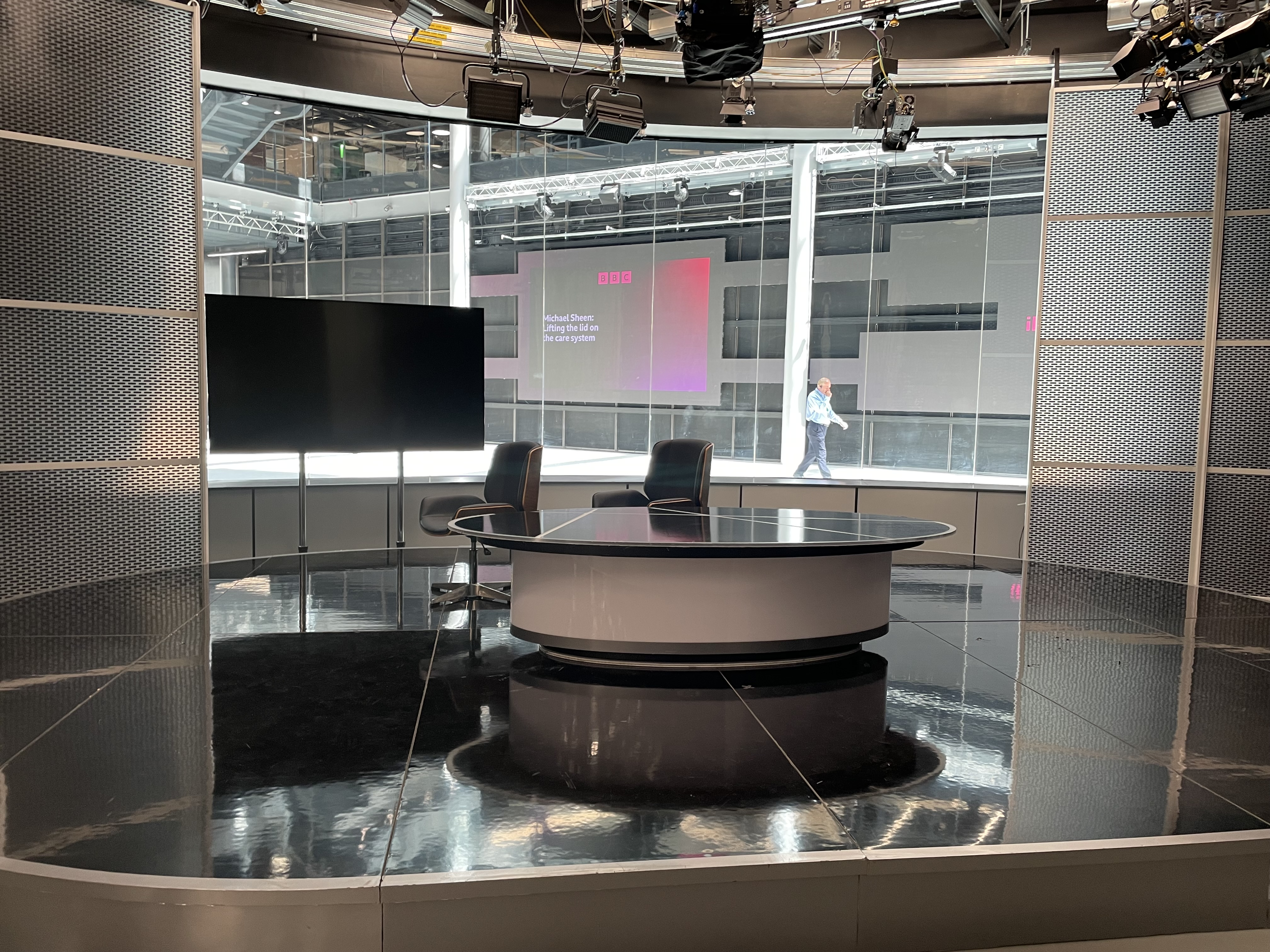
El estudio de BBC Cymru Wales New Broadcasting House se utilizó como lugar de rodaje.

Este episodio se rodó entre diciembre de 2022 y enero de 2023 y fue dirigido por Dylan Holmes Williams.  Fue el primer episodio de la decimocuarta temporada en ser filmado, en el primer bloque de producción junto con el siguiente episodio, "Dot and Bubble". Fue el primer guion que se le dio a Gibson. Las primeras escenas filmadas por Gibson fueron las que tienen lugar en el piso de Ruby. La escena inicial se filmó en la ciudad de Tenby, en el oeste de Gales. Se utilizaron dos versiones de la TARDIS durante el rodaje porque el equipo de producción necesitaba que tuviera aspecto envejecido durante las escenas que transcurrían en el futuro y no habrían tenido tiempo de volverla a pintar.
Las escenas transcurridas en el pub se rodaron en el White Cross Inn en Caerphilly, que ya se había utilizado anteriormente como lugar de rodaje en el spin-off de la serie Torchwood.  Debido a que la ventana por la que Ruby mira en el pub en realidad daba a un estacionamiento, la ventana tuvo que retirarse del edificio y reubicarse para obtener el punto de vista adecuado. Algunas escenas se filmaron en la BBC Cymru Wales New Broadcasting House y en el Cardiff City Stadium.

### Reparto
El capítulo está protagonizada por Gibson como Ruby Sunday y se considera un episodio «Doctor-lite», es decir, un episodio en el que el Doctor aparece poco tiempo en pantalla, como Parpadeo (2007) o Gira a la izquierda (2008). Gatwa todavía estaba filmando Sex Education (2019-2023) en el momento en que se filmó el episodio, lo que limitaba su disponibilidad.  Sólo estuvo en el set un día para rodar sus escenas.
El reparto del episodio se anunció el 9 de enero de 2023.  Aneurin Barnard aparece como el primer ministro y antagonista Roger ap Gwilliam.  Hilary Hobson interpreta a la Mujer, mientras que Siân Phillips interpreta a Enid Meadows. Amanda Walker interpreta a la versión anciana de Ruby.
Varios personajes de la serie regresan, incluida Jemma Redgrave como Kate Lethbridge-Stewart, la líder de UNIT que ha sido un personaje recurrente a lo largo de la serie y que había aparecido por última vez en "The Giggle" (2023). Anita Dobson retoma su papel de Sra. Flood en una breve aparición. El periodista británico Amol Rajan hace un cameo como una versión mayor de sí mismo. Se utilizaron periodistas reales como extras en las escenas filmadas en la BBC Broadcasting House. Como en episodios anteriores de la serie, Susan Twist aparece en un papel diferente, esta vez, al comienzo del episodio como una excursionista.

## Emisión y recepción

### Emisión
En el Reino Unido, "73 Yards" se estrenó en la plataforma BBC iPlayer y se emitió en BBC One el 25 de mayo de 2024.  Fue lanzado simultáneamente en Disney+ en Estados Unidos el 24 de mayo.  Disney también se encargó de la distribución internacional del episodio fuera del Reino Unido e Irlanda. 

### Datos de audiencia
Las cifras iniciales estimaron que el episodio fue visto por 2,62 millones de espectadores en su primera emisión, las cifras iniciales más altas de la temporada hasta ese momento.   Superó al anterior capítulo «Space Babies» por alrededor de veinte mil espectadores y aumentó 580 mil espectadores con respecto al episodio anterior. 

### Recepción de la crítica
En Rotten Tomatoes, el 100 % de 14 críticos valoraron positivamente el episodio y la calificación promedio es de 8,8/10. El consenso de los críticos afirma: «Una entrega desconcertante y espeluznante que pone a la Ruby de Millie Gibson al frente, '73 Yards' es quizás el mejor episodio de esta temporada hasta la fecha».

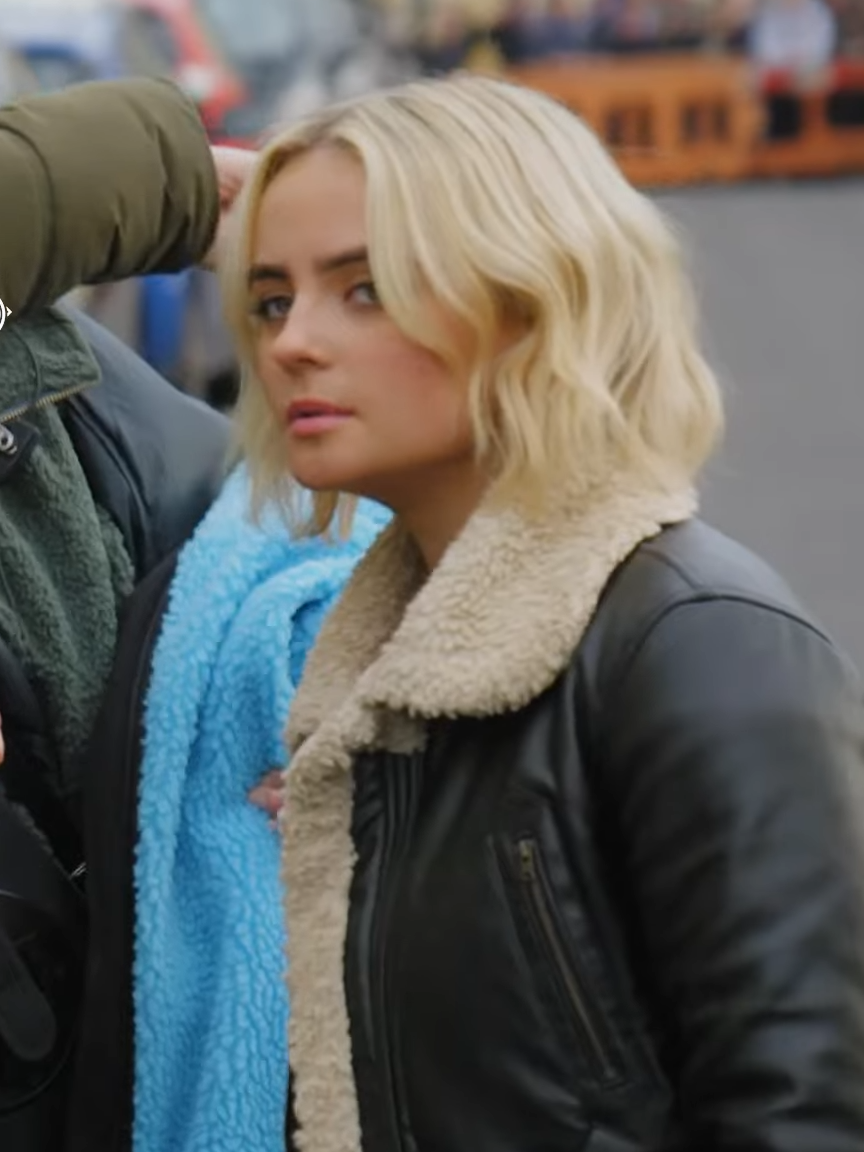
La actuación de Gibson fue ampliamente elogiada por la crítica.

En su reseña para VG247, Alex Donaldson se refirió a "73 Yards" como "más que un gran episodio de Doctor Who, es uno de los mejores fragmentos de televisión en años".  De manera similar, Martin Robinson, de Evening Standard, lo aclamó como "un clásico de terror de ciencia ficción que incluso los que odian el programa adorarán" y afirmó que rivalizaba con "Parpadeo" (2007), citando su "excelencia formal y su horror verdaderamente conmovedor". .  Daniel Cooper de Engadget elogió el episodio por su exploración y utilización del personaje de Ruby.
Bradley Russell de Total Film describió el episodio como un "episodio sobresaliente de [Doctor] Who" que es "inquietante" y que "permanecerá contigo mucho después de que comience la icónica música de los créditos", pero argumentó que el tercer acto fue más débil que el resto del episodio, ya que pierde el impacto del horror y el impulso del entorno galés.  Robert Anderson de IGN elogió la atmósfera del episodio, considerándolo "entre los mejores episodios 'Doctor-lite' de todos los tiempos", a pesar de comentar que algunos hilos de la trama no se resuelven de manera satisfactoria.  Louise Griffin de Radio Times opinó que las "preguntas sin respuesta" contribuyeron "al enigma de la historia" y la ejecución fue buena, y agregó que creía que había un límite para la audiencia, pero que el episodio no lo cruzó.  Rebecca Cook de Digital Spy pensó que el episodio estaba "frustrantemente cerca de ser impecable", criticando la trama de Gwilliam así como su ejecución en conjunción con el resto del episodio. Cook lo comparó con el episodio de la cuarta temporada "Turn Left" (2008) y elogió la decisión de excluir al Doctor, puesto que le otorga a Gibson espacio para respirar. También elogió la dirección de Dylan Holmes Williams.

## Novelización
Scott Handcock escribió una novelización del episodio y estuvo disponible para pedidos por adelantado en mayo de 2024.  Se lanzará en edición de bolsillo y audiolibro el 8 de agosto de 2024 como parte de la Target Collection.  